# Цигер-Гронский, Йозеф
Йозеф Цигер-Гронский (словац. Jozef Cíger-Hronský; 23 февраля 1896, Зволен, Австро-Венгрия (ныне
Банскобистрицкий край, Словакия) — 13 июля 1960, Лухан, Аргентина) — словацкий писатель, драматург, педагог, публицист, секретарь и один из руководителей Матицы словацкой.

## Биография
После окончания в 1910 году народной школы до 1914 обучался в венгерском педагогическом училище в Левице. Затем учительствовал.
Участник Первой мировой войны. В 1917—1918 годах служил пехотинцем на итальянском фронте.
Позже с 1928 до 1945 года работал редактором детского журнала Slniečko (Солнышко). В 1933 году стал секретарëм Матицы словацкой, а позже в 1940 году — её руководителем, оставался на этом посту до 1945 года.
В конце 1930-х гг. примкнул к Глинковой словацкой народной партии.
В 1944 году после Словацкого национального восстания, был арестован, но через некоторое время выпущен из заключения.
Опасаясь преследований после поражения Первой Словацкой Республики, эмигрировал в Австрию, затем в Италию и, наконец, поселился в Аргентине, где работал дизайнером на текстильной фабрике.
Находять в Аргентине, создал Матицу словацкую за рубежом (Заграничная Матица словацкая). Был председателем Национального Совета Словакии за рубежом и почëтным председателем Ассоциации словацких писателей и художников за рубежом.
Умер в 1960 году в Аргентине.
После бархатной революции 1989 года его останки были перевезены в Чехословакию, а затем в 1993 году торжественно перезахоронены на Народном кладбище в Мартине.

## Творчество

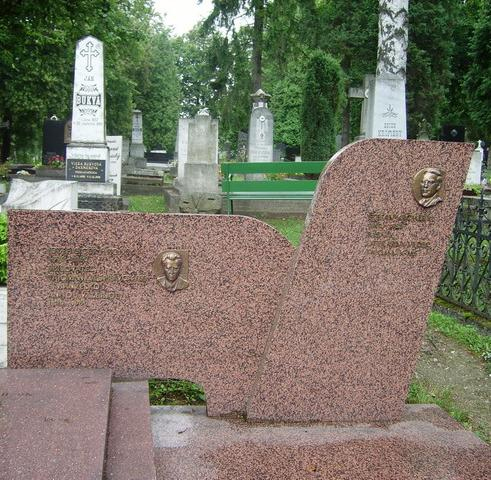
Совместная могила Й. Цигер-Гронского и поэта Штефана Крчмери на Народном кладбище в Мартине

Й. Цигер-Гронский является представителем так называемой лирической прозы. Он один из наиболее любимых в Словакии детских писателей.
Дебютировал как прозаик в 1920-х годах.
Самое известное произведение Й. Цигер-Гронского — роман «Йозеф Мак», в котором автор попытался создать миф о словаке. Прославился сказками о животных («Храбрый Зайчонок», «Храбрый Зайчонок в Африке», «Будкачик и Дубкачик», «Три умных козлёнка»). Автор первого художественно-исторического словацкого произведения для детей — повести «Сокольник Томаш».
Произведения писателя переведены на многие языки, в том числе, английский, немецкий, польский, русский.

## Избранные произведения
Проза
| - 1923 — U nás (сборник рассказов) - 1925 — Domov (сборник рассказов) - 1927 — Žltý dom v Klokočove (роман) - 1929 — Medové srdce (сборник рассказов) - 1930 — Proroctvo doktora Stankovského (роман) - 1932 — Chlieb (роман) - 1932 — Podpolianske rozprávky (сборник рассказов) - 1933 — Jozef Mak (роман) - 1933 — Tomčíkovci (сборник рассказов) - 1934 — Sedem sŕdc (роман) - 1938 — Jarný vietor a iné rozprávky | - 1939 — Na krížných cestách (роман) - 1940 — Cesta slovenskou Amerikou (путевые заметки) - 1940 — Pisár Gráč (роман) - 1944 — Na Bukvovom dvore (роман) - 1944 — Šmáková mucha (роман) - 1947 — Tri listy - 1947 — Predávač talizmanov Liberius Gaius od Porta Colina (роман) - 1948 — Andreas Búr Majster (роман) - 1960 — Svet na trasovisku (роман) - 1997 — Pohár z brúseného skla (сборник рассказов) |

Драматургия
- 1926 — Firma Moor
- 1929 — Červený trojuholník
- 1929 — Návrat

Произведения для детей и молодежи
| - 1924 — Najmladší Závodský - 1925 — Kremnické povesti - 1926 — Janko Hrášok - 1928 — Pod kozúbkom - 1930 — Smelý Zajko - 1931 — Smelý Zajko v Afrike - 1931 — Zakopaný meč - 1932 — Budkáčik a Dubkáčik - 1932 — Sokoliar Tomáš - 1932 — Brondove rozprávky | - 1932 — Zábavky strýca Kurkovského - 1933 — Zlatý dážď - 1934 — Zlaté hodinky - 1935 — Strýcovo vrtielko - 1936 — Tri rozprávky - 1937 — Zlatovlasá sestra - 1939 — Budatínski Frgáčovci - 1940 — Tri múdre kozliatka - 1941 — Traja bratia |